# Epistemologisk brytning

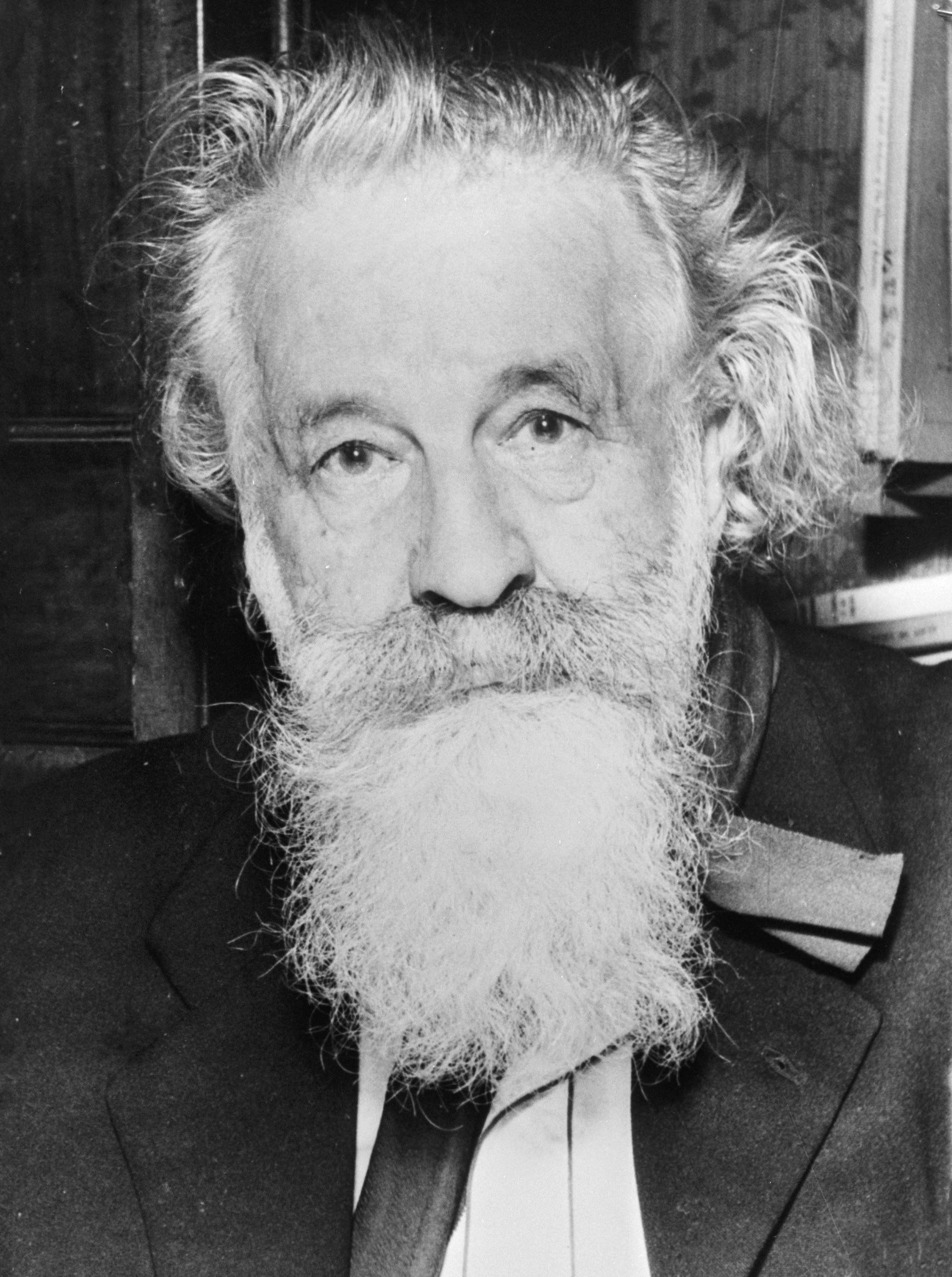
Den franske filosofen Gaston Bachelard utvecklade begreppet epistemologisk brytning.

Epistemologisk brytning (franska: rupture épistémologique eller coupure épistémologique) är ett begrepp som utvecklades av den franske filosofen Gaston Bachelard i verket La Formation de l'esprit scientifique ("Formandet av den vetenskapliga andan") från år 1938. Begreppet kom senare att användas av den franske filosofen Louis Althusser. Begreppet epistemologisk brytning liknar Thomas Kuhns teori om paradigmskiften.
För Bachelard är vetenskapens utveckling i hög grad dialektisk. Dels blir vetenskapen till genom en brytning eller ett brott med den vardagliga erfarenheten, dels hävdar Bachelard att vetenskapen utgörs av en process med strykningar av kontradiktioner och rättelser av inkorrekta antaganden. Bachelard betonar särskilt övergångsperioderna inom vetenskapen i vilka de fundamentala begreppens innebörd förändras. 
I boken För Marx applicerar Althusser begreppet epistemologisk brytning på humaniora och samhällsvetenskap. Han tillämpar begreppet på Marx förkastande av sin tidiga hegelianska och feuerbachska ideologi och övergången till dialektisk och historisk materialism i hans mogna teoribygge.
Den franske filosofen Michel Foucault använder begreppet för sin uppfattning av historiens diskontinuitet.